# Епістолярний роман

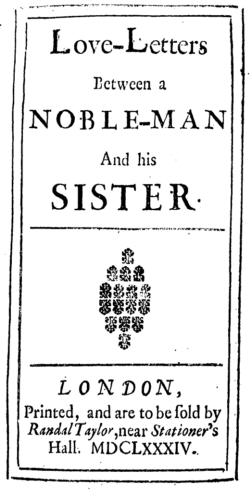
Перше видання роману «Любовне листування дворянина та його сестри» — титульна сторінка (1684)

Епістолярний роман чи роман у листах — різновид роману, що є циклом листів одного або кількох героїв. У листах виражено душевні переживання героїв, висвітлено їх внутрішню еволюція.
Один з перших зразків жанру в європейській літературі — «Португальські листи» (1669) Габріеля Жозефа Гійерага, що являє собою літературну містифікацію — збірка любовних послань португальської черниці Маріани Алькофорадо. Інший роман у листах XVII століття — «Любовне листування дворянина і його сестри» (1684) Афри Бен.
Жанр став дуже популярним в літературі XVIII століття, особливо у творчості письменників-сентименталістів. Популярності жанру сприяв успіх романів Семюела Річардсона («Памела, або Винагороджена чеснота», «Кларисса, або Історія молодої леді, що містить у собі найважливіші питання приватного життя і показує, особливо, лиха, які можуть з'явитися наслідком неправильної поведінки як батьків, так і дітей у відношенні до шлюбу», «Історія сера Чарльза Грандісона»).
У Франції XVIII століття романи в листах писали Шарль Луї де Монтеск'є («Перські листи», присвячений соціальним і філософським питанням), Філіп Брідар де ла Гард («Листи Терези»), Жан-Жак Руссо («Юлія, або Нова Елоїза»), Шодерло де Лакло («Небезпечні зв'язки»). У Німеччині в той самий час до жанру роману в листах звернувся Йоганн Вольфганг Гете («Страждання юного Вертера»).
У літературі романтизму розвиток жанру продовжилося. У формі листів створено романи Юлії Кріденер («Валері»), Етьєна де Сенанкура («Оберман»), Йоганна Крістіана Фрідріха Гельдерліна («Гіперіон»). Прийоми епістолярного жанру використано також в романі «Леді Сьюзен» Джейн Остін. У неоромантичній літературі прийоми жанру розробляв Брем Стокер («Дракула»).
У російській літературі не можна не згадати про перший роман Федора Достоєвського «Бідні люди», написаний між 1844 і 1846 роками, коли авторові було двадцять п'ять років. У романі зображено листування між Макаром Олексійовичем і Варварою Доброселовою.
Завдяки Інтернету з'явилися і романи, засновані на електронному листуванні. Перший значний роман, написаний іспанською мовою і описує листування виключно за допомогою електронної пошти — «Серце Вольтера» (2005) пуерто-риканського письменника Луїса Лопеса Ньєвеса. На відміну від традиційного епістолярного роману, використання електронної пошти в романі робить сюжет динамічнішим, тому що інтернет дозволяє доставляти повідомлення в будь-яку точку планети за лічені секунди.